# Soullans
Soullans ist eine westfranzösische Gemeinde mit 4.535 Einwohnern (Stand: 1. Januar 2022) im Département Vendée in der Region Pays de la Loire.

## Lage
Der Ort Soullans liegt etwa 10 km von der Atlantikküste bzw. rund 20 km von der Île de Noirmoutier entfernt in einer Höhe von ungefähr 3 m ü. d. M. Die nächstgrößere Stadt ist das etwa 6 km (Fahrtstrecke) nordöstlich gelegene Challans. Der Ort verfügt über einen Bahnhof an der Bahnstrecke Nantes – Saint-Gilles-Croix-de-Vie.

## Bevölkerungsentwicklung
| Jahr      | 1800 | 1851 | 1901 | 1954 | 1999 | 2013 |
| Einwohner | 1961 | 1697 | 2345 | 2063 | 3425 | 4202 |

Trotz der Reblauskrise im Weinbau und der zunehmenden Mechanisierung der Landwirtschaft ist die Einwohnerzahl – mit Ausnahme eines kurzzeitigen Rückgangs nach dem Zweiten Weltkrieg – konstant gewachsen.

## Wirtschaft
Der Ort und seine Umgebung waren jahrhundertelang landwirtschaftlich geprägt; die meisten Menschen lebten als Selbstversorger; im Ort selbst bildeten sich verschiedene Handwerks- und Dienstleistungsberufe heraus. Im ausgehenden Mittelalter und in der frühen Neuzeit wurde der Weinbau vorangetrieben, der jedoch – nach der Reblauskrise im ausgehenden 19. Jahrhundert – nahezu eingestellt wurde. Seit den 1960er Jahren spielt der Tourismus in Form der Vermietung von Ferienwohnungen (gîtes) eine nicht unbedeutende Rolle im Wirtschaftsleben der Gemeinde.

## Geschichte
Der Richtung Meer von Sümpfen umgebene Ort existierte bereits im ausgehenden Mittelalter; die Trockenlegung der Sümpfe ermöglichte eine Ausdehnung der landwirtschaftlichen Nutzflächen, so dass der Ort mehr und mehr wuchs. Im 16. Jahrhundert war er eine Kastellanei.

## Sehenswürdigkeiten

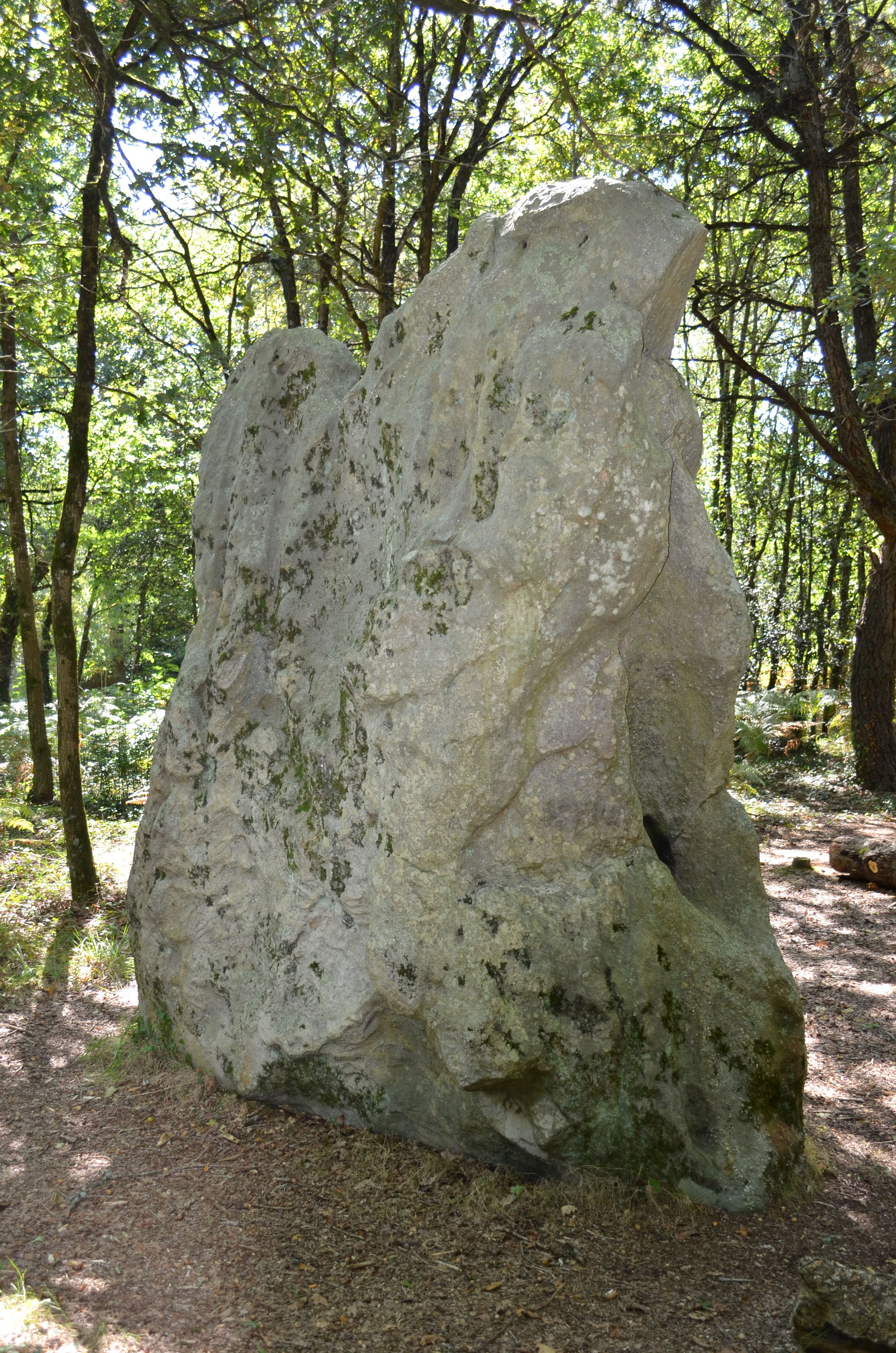
Menhir Pierre-Levée

- Die Pfarrkirche Saint-Hilaire im neogotischen Stil mit steinernem Spitzhelm entstand in den Jahren 1898 bis 1900. Die drei Kirchenschiffe sind rippengewölbt.
- Auf einem abgetreppten runden Sockel auf dem Friedhof steht ein Hosianna-Kreuz, welches wohl erst dem 16. Jahrhundert zuzuordnen ist. Es ist seit dem Jahr 1926 als Monument historique anerkannt.[2]

außerhalb
- Ein möglicherweise von Naturkräften hierher transportierter, aber von Menschenhand aufgerichteter ca. 3,50 m hoher Menhir, der sog. Pierre-Levée, steht in einem Waldstück etwa 1,5 km nordöstlich des Ortes; er ist seit dem Jahr 1926 als Monument historique anerkannt.[3] Es ist – abgesehen von einigen Felsen an der Küste – einer der wenigen Natursteine in der näheren Umgebung.
- Das Château de Retail stammt aus dem 17. Jahrhundert; sein heutiger Zustand entspricht jedoch einem weitgehenden Neubau des 19. Jahrhunderts. Es befindet sich in Privatbesitz.

## Persönlichkeiten
- Maria Euphrasia Pelletier (1796–1868), französische Nonne und Heilige